# Anulí

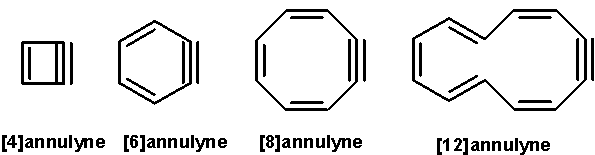
Exemples d'anulins

Els anulins són hidrocarburs monocíclics amb enllaços entre carbonis simples i dobles conjugats i, com a mínim, també un enllaç triple.
Estan relacionats amb els anulens, els quals estan formats per dobles enllaços alternats amb enllaços simples. L'espècie més petita d'aquesta classe és el [4]anulí, però no s'observa perquè la molècula té massa tensió angular i no és estable. El següent és el [6]anulí, que és un reactiu intermedi ben conegut a la química orgànica. Se sap de l'existència del [8]anulí, encara que ràpidament dimeritza o trimeritza, ja que es va aconseguir atrapar en forma del seu anió radical i va ser observat per espectroscòpia de ressonància paramagnètica electrònica (RPE). El [10]anulí, com el [4]anulí, té una existència merament teòrica.
El 2005 va ser observat el [12]anulí en solució mitjançant espectroscòpia de ressonància magnètica nuclear a temperatura ambient. A diferència d'altres anulins, es va observar que els isòmers del [12]anulí eren molt estables i no s'autocondensaven. Aquests anulins poden reaccionar amb potassi per acabar formant anions radicals i dianions. La ressonància magnètica nuclear dels desplaçaments químics de dos protons interns del dianió és negativa i ha sigut atribuïda a un corrent d'un anell aromàtic diamagnètic.